# Peixotoa andersonii
Peixotoa andersonii är en tvåhjärtbladig växtart som beskrevs av C. Anderson. Peixotoa andersonii ingår i släktet Peixotoa och familjen Malpighiaceae. Inga underarter finns listade i Catalogue of Life.